# 吗啡酮
吗啡酮是一种含氮有机化合物，化学式C17H17NO3，是嗎啡转化为氢吗啡酮的中间产物。